# Andrzej Ostrowski (kapitan jachtowy)

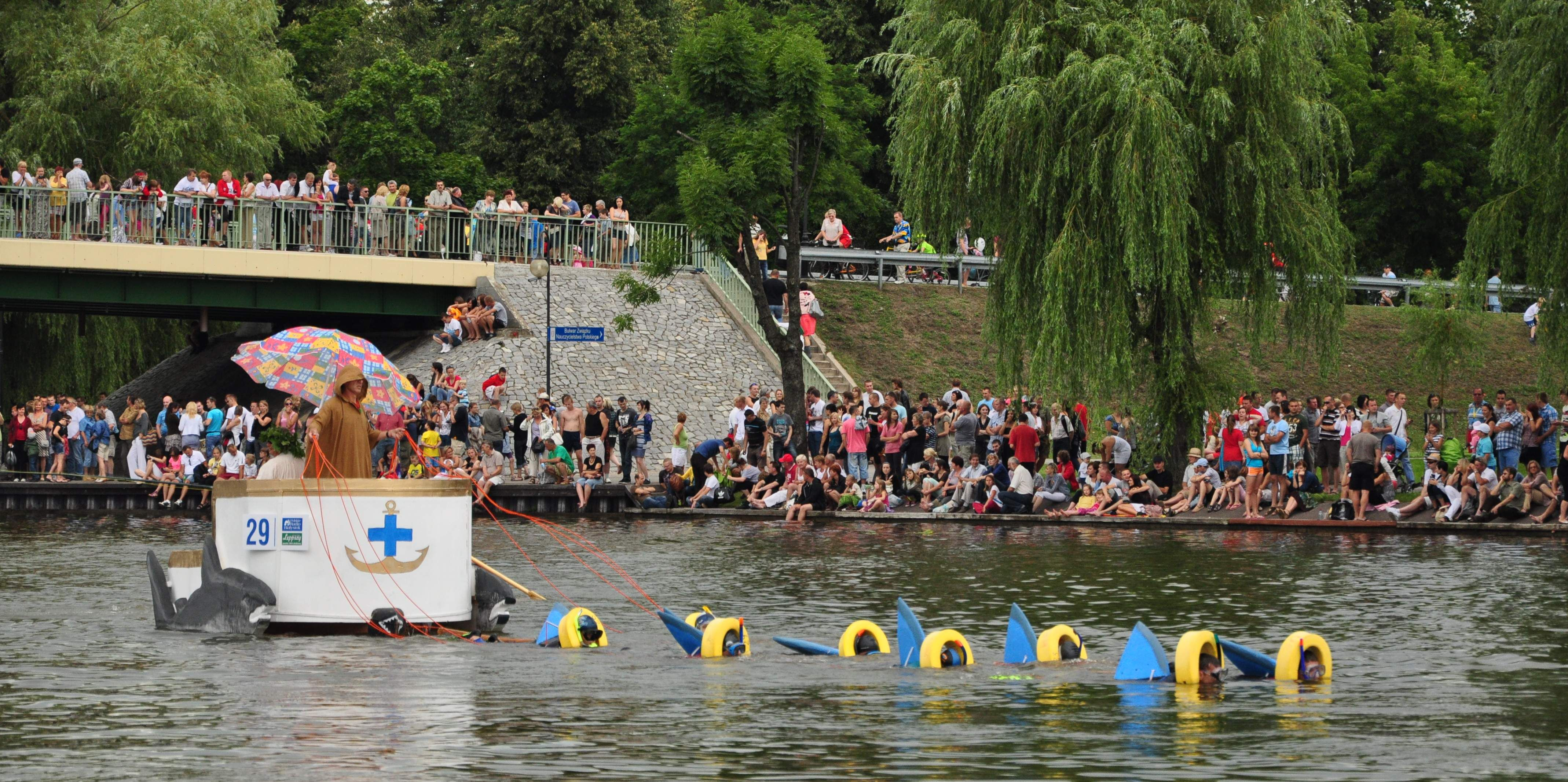
Załoga Ostrowskiego podczas Mistrzostw Polski w Pływaniu na Byle Czym 2011

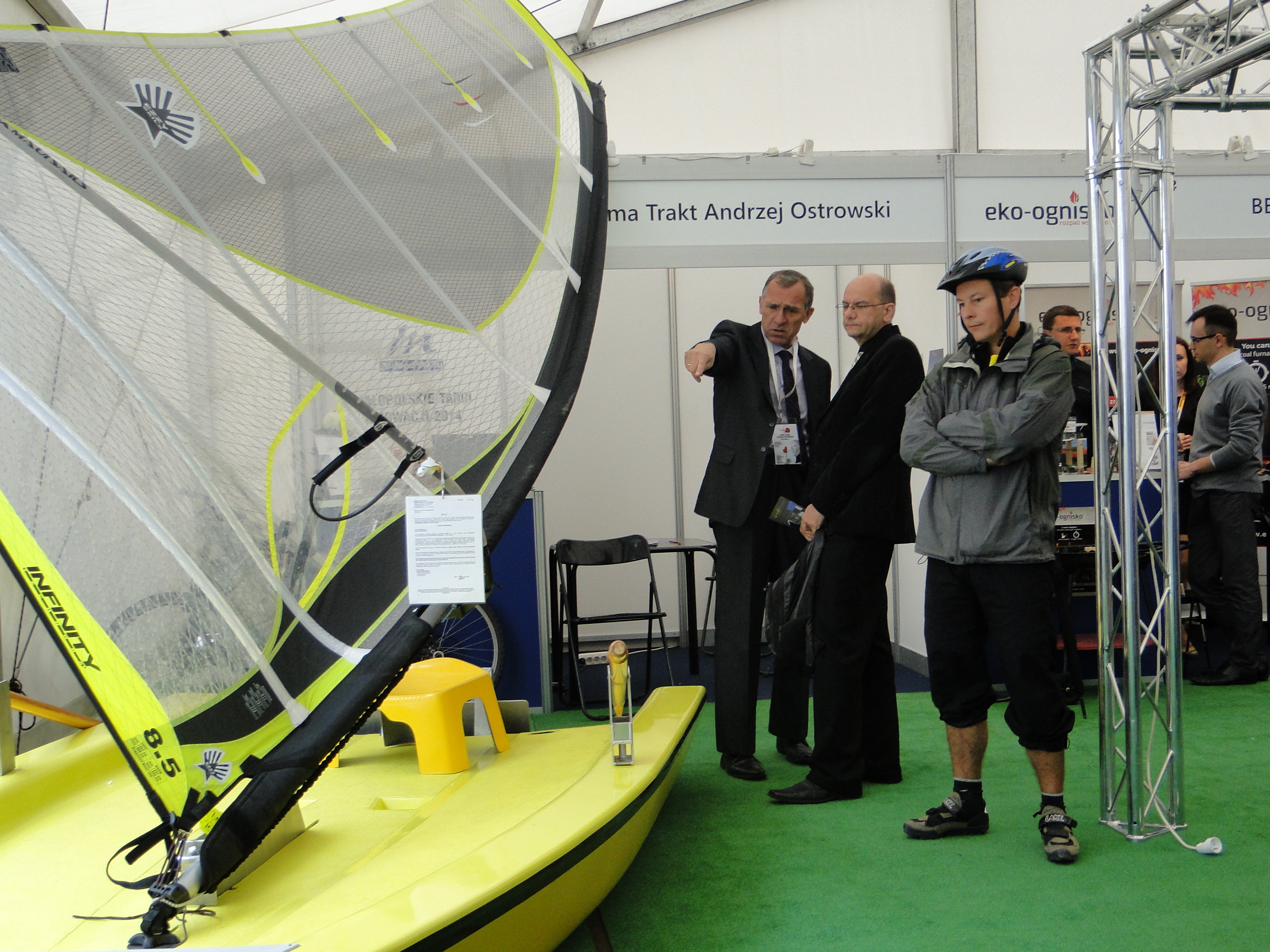
Andrzej Ostrowski prezentuje swój produkt podczas Targów Innowacji w Krakowie, 2014

Andrzej Ostrowski (ur. 4 lutego 1955 w Gubinie) – polski doktor habilitowany nauk o kulturze fizycznej, wykładowca akademicki, autor podręczników, kapitan jachtowy i motorowodny, trener pływania, instruktor wykładowca WOPR, współzałożyciel klubu nurkowego Nototenia.

## Życiorys
Andrzej Ostrowski wychował się w Mielcu.
W 1978 roku ukończył studia w Akademii Wychowania Fizycznego w Krakowie. W tym samym roku został pracownikiem AWF, uzyskał stopień trenera piłki siatkowej II klasy i instruktora rekreacji. Był wicemistrzem Polski w wieloboju morskim. W 1978 został współzałożycielem, a później wiceprezesem klubu nurkowego Nototenia. W roku 1980 uzyskał specjalizację instruktora nurkowania swobodnego i instruktora żeglarstwa PZŻ. Pracę doktorską obronił w roku 1988, a pięć lat później został instruktorem ratownictwa WOPR.
W 2007 został trenerem pływania I klasy i instruktorem wykładowcą WOPR. W 2008 uzyskał stopień kapitana jachtowego i kapitana motorowodnego.
Od 2009 startuje w organizowanych corocznie przez Radio Białystok w Augustowie "Mistrzostwach Polski w Pływaniu na Byle Czym". W 2011 pierwszy raz zajął miejsce na podium, plasując się na drugim miejscu za pływadło "Rydwan Herolda". W 2012 ponownie był drugi, startując z projektem "Baśniowy ptak". W kolejnej edycji zajął trzecie miejsce projektem "Kontrabas grupy Mo-żarta", podobnie jak dwa lata później "Zaprzęgiem płużnym z terenów zalewowych". Natomiast w 2017 odniósł zwycięstwo z projektem "King Stasia i Nel"
Był uczestnikiem wielu wypraw nurkowych i żeglarskich w Europie, Azji, Oceanii, Ameryce i Afryce.
Pracuje na stanowisku starszego wykładowcy Akademii Wychowania Fizycznego w Krakowie w Zakładzie Teorii i Metodyki Sportów Wodnych, a także prowadzi działalność gospodarczą związaną z produkcją i sprzedażą łodzi "Laura"; natomiast działalność naukowa związana z tą łodzią była osią jego postępowania habilitacyjnego.

## Wybrane publikacje
- Andrzej Ostrowski: Prace bosmańskie. W: Władysław Dąbrowski: Vademecum żeglarza jachtowego. Kraków: Skrypt AWF Kraków, 1988. Brak numerów stron w książce
- Andrzej Ostrowski (pod red): Wodne sporty rekreacyjne. Kraków: Skrypt AWF Kraków, 1992. Brak numerów stron w książce
- Andrzej Ostrowski: Żeglarstwo jachtowe – poradnik metodyczny. Warszawa: Resortowe Centrum Metodyczno-Szkoleniowe Kultury Fizycznej i Turystyki, 1998. ISBN 83-86504-38-2. Brak numerów stron w książce
- Andrzej Ostrowski: Zabawy i rekreacja w wodzie. Warszawa: Wydawnictwa Szkolne i Pedagogiczne, 2003. ISBN 83-02-08930-3. Brak numerów stron w książce
- Andrzej Ostrowski: Sternik motorowodny. Warszawa: Alma-Press, 2008. ISBN 978-83-7020-383-2. Brak numerów stron w książce
- Andrzej Ostrowski: Nurkowanie z zatrzymanym oddechem. Kraków: Skrypt AWF Kraków, 2009. ISBN 978-83-89121-59-2. Brak numerów stron w książce
- Andrzej Ostrowski, Marek Malinkiewicz: Windsurfing. Poradnik dla początkujących i zaawansowanych. Kraków: AWF Kraków, 2011. ISBN 978-83-89121-99-8. Brak numerów stron w książce
- Andrzej Ostrowski: Szybkość uczenia się pływania a wybrane uwarunkowania osobnicze dzieci w wieku 9-10 lat. Kraków: AWF Kraków, 2011, seria: Monografie. ISBN 978-83-62891-03-0. Brak numerów stron w książce